# Jared Padalecki
Jared Tristan Padalecki (n. 19 iulie 1982) este un actor american. El a crescut în Texas și a cunoscut faima la începutul anului 2000 după ce a apărut în serialul de televiziune Fetele Gilmore (Gilmore Girls), dar și în alte filme de la Hollywood incluzând New York Minute și Casa de ceară (House of wax). Padalecki este cunoscut pentru rolul lui Sam Winchester în serialul de televiziune Supernatural, jucând alături de Jensen Ackles.

## Primii ani
Padalecki s-a născut în San Antonio, Texas, fiul lui Sharon, o profesoară de liceu la East Central High School, și a lui Gerald R. Padalecki (numit Gerry), un contabil. El este polonez din partea tatălui. Are un frate mai mare Jeff și o soră mai mică, Megan. Jared a început să ia lecții de actorie de la vârsta de 12 ani.

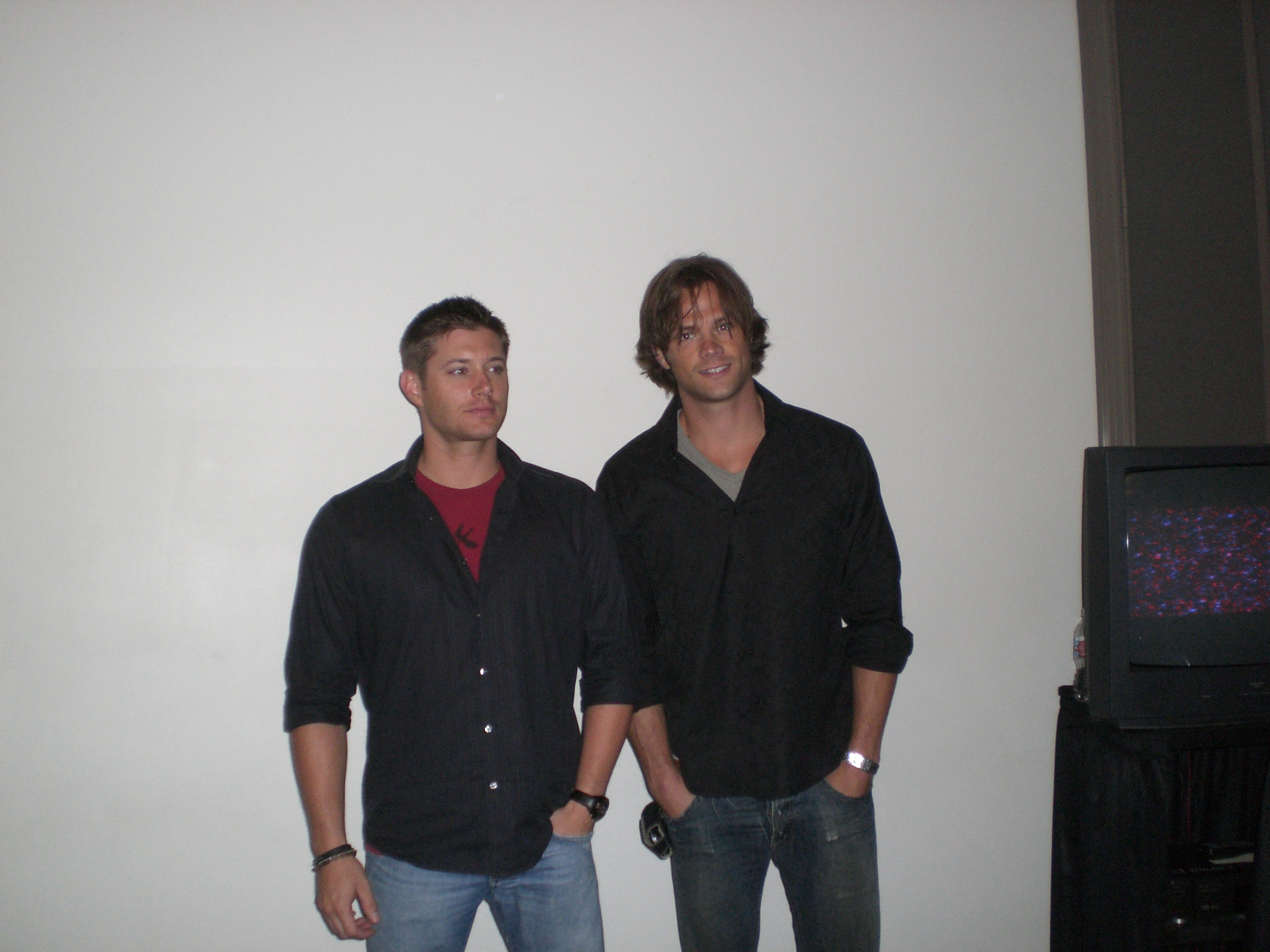
Jensen Ackles și Jared Padalecki în 2008

## Viața personală
Jared s-a căsătorit cu colega sa de filmări al serialului Supernatural, Genevieve Cortese pe 27 februarie 2010. La 10 octombrie 2011, perechea a anunțat că sunt în așteptarea primului lor copil. Fiul lor s-a născut la 19 martie 2012 și l-au numit Thomas Colton Padalecki.

## Сâștig
Potrivit informațiilor din mai multe surse, inclusiv Golden Buffalo TV, vedeta câștigă 125.000 de dolari pentru participarea la o serie de Supernatural.
| Film        | Film                                    | Film           | Film                               |
| An          | Film                                    | Rol            | Note                               |
| ----------- | --------------------------------------- | -------------- | ---------------------------------- |
| 1999        | A Little Inside                         | Matt Nelson    |                                    |
| 2000        | Silent Witness                          | Sam            | film pentru televiziune            |
| 2002        | A Ring of Endless Light                 | Zachary Gray   |                                    |
| 2003        | Mai ieftin cu duzina (Cheaper bz dozen) | Elev la liceu  | Necreditat                         |
| 2004        | New York minute                         | Trey Lipton    |                                    |
| 2004        | Flight of the Phoenix                   | John Davis     |                                    |
| 2005        | Casa de ceară (House of wax)            | Wade           |                                    |
| 2005        | Crz wolf                                | Tom            |                                    |
| 2007        | Casa terorii (House of fear)            | J.P.           |                                    |
| 2008        | Căsuța de Crăciun                       | Thomas Kinkade |                                    |
| 2009        | Vineri 13 (Friday 13th)                 | Clay Miller    |                                    |
| Televiziune |                                         |                |                                    |
| An          | Titlu                                   | Rol            | Note                               |
| 2001        | ER                                      | Paul Harris    | 1 episod                           |
| 2000-2005   | Fetele Gilmore (Gilmore Girls)          | Dean Forester  | 63 de episoade, personaj principal |
| 2007        | Camera 401                              | el însuși      | Prezentator                        |
| 2005-2020   | Supernatural                            | Sam Winchester | 200 episoade ,personaj principal   |